# Scuola toscana
La lirica (detta anche maniera) toscana, nacque in Toscana nella seconda metà del Duecento in seguito all'esaurimento dell'esperienza dei poeti della Scuola siciliana.

## Storia
Quando nel 1250 morì Federico II di Svevia, anche la Magna Curia si andò sgretolando, e con essa andò esaurendosi l'esperienza della Scuola siciliana. Ne derivò uno spostamento fisico dell'asse culturale dalla Magna Curia siciliana ai comuni ghibellini della Toscana: l'eredità formale, i temi e i testi della Scuola siciliana, furono raccolti da numerosi rimatori delle città toscane.
Il contatto tra la cultura toscana e la cultura siciliana, leggendariamente, si attribuisce ad Enzo, figlio di Federico II, il quale, preso prigioniero presso Bologna, impartì alcune nozioni della poesia del suo regno agli abitanti di quel comune.
Altri, invece, ipotizzano che derivi dalla lirica provenzale in cui, a differenza della lirica siciliana, sono presenti temi politici che invece scompaiono in quella siciliana. La novità più significativa di questo gruppo di letterati, infatti, consiste nel loro ambiente sociale, che non è più quello feudale, ma quello comunale, caratterizzato da dinamismo, conflittualità interne, mutamenti socio-economici e morali. Per questo, in alcuni di loro la tematica amorosa cede il posto a quella civile, con l'intervento appassionato e polemico sulla realtà politica.

## Temi
Gli elementi caratteristici della lirica toscana, che costituiscono un arricchimento dei modelli poetici siciliani e preludono al mutamento di tipo intimo e spirituale della poesia stilnovistica (da qui il nome di Scuola di transizione), possono essere sintetizzati nel modo seguente:
- una concezione più intima e individuale dell'amore;
- la spiritualizzazione della figura femminile;
- la trattazione di alcuni temi oltre a quello amoroso, quali la guerra, l'esilio, la passione politica;
- l'uso di una lingua aderente alla realtà quotidiana.

Caratterizzata da una certa municipalità, per questo motivo sarà ripudiata da Dante Alighieri, essa viene talvolta definita "lirica" più che "scuola" per il fatto che mancherebbe un'identità geografica precisa (a differenza della scuola siciliana che si sviluppa nella corte di Federico II, o del Dolce stil novo che nasce a Bologna)
Essa si collega direttamente alle tematiche provenzali e sicule dell'amore, che i rimatori toscani arricchirono con temi del tutto originali, quali, ad esempio, la politica e l'etica. I poeti di tale corrente erano poeti-cittadini, legati quindi alle vicende dei comuni di provenienza, in cui erano perfettamente inseriti. Essi, perciò, erano portati a discutere con molta vigoria degli argomenti politici a loro più vicini, ed oltre a ciò poetavano anche su argomenti teologici, non tanto intesi come argomenti divini, quanto come argomenti morali ed etici.

## Esponenti
Poiché i suoi rappresentanti provenivano da varie zone della regione, non si può parlare di una lingua base nella quale si è sviluppata questa poesia, bensì di una sorta di polilinguismo, che ci porta ad affermare, paradossalmente, che la poesia di questa nuova corrente abbia di comune, rispetto alla poesia siciliana, l'ispirazione. In genere, comunque, la lingua della comunicazione letteraria era il volgare toscano colto, a cui occasionalmente si aggiungeva un linguaggio realistico fatto di espressioni popolari o derivate da altri volgari (volgare siciliano, volgare umbro) e provenzalismi.
Principale esponente della nuova sensibilità poetica fu Guittone d'Arezzo, autore di un ampio Canzoniere di argomento amoroso e politico-morale. Seguaci della "moda guittoniana" furono:
- il lucchese Bonagiunta Orbicciani, più vicino all'esperienza dei siciliani;
- il fiorentino Chiaro Davanzati, più vicino alla tendenza stilnovista;
- Compiuta Donzella, pseudonimo di una sconosciuta poetessa fiorentina.

Lo stile di Guittone e dei suoi seguaci è elaborato, complesso e assai difficoltoso, al limite del virtuosismo, caratterizzato da una sintassi contorta e densa di inversioni, al punto da rendere il testo assai criptico.
Dante Alighieri diede la denominazione di "dolce stil novo" alla sensibilità poetica a cui apparteneva proprio per lasciare intendere la differenza netta che intercorreva tra il nuovo stile poetico (novo), basato sulla gentilezza e sulla sublimazione della donna (dulcis), e quello dei rimatori toscani.